# Paul Beuscher
Paul Beuscher est une entreprise d'instruments de musique et d'édition musicale. Son siège est situé au 29 boulevard Beaumarchais à Paris.

## Histoire
L'activité commence en 1850 avec Hippolyte Beuscher, dit Paul, qui exerce le métier de luthier au 29, boulevard Beaumarchais.

### Années 1940
Les années 1940 voient l'essor des éditions musicales Paul Beuscher, prises en main par Roger Seiller (1903-1956), devenant le lieu de rendez-vous des grands noms de la chanson française, notamment avec la signature de chansons devenues des standards internationaux, comme C'est si bon d'Henri Betti et André Hornez et La Vie en rose de Louiguy et Édith Piaf.

### Années 1960
À partir des années 1960, le président-directeur général Philippe Seiller (1936-2000), renforce le poids de l'activité éditoriale en éditant des partitions des principaux succès de Nino Ferrer, François Deguelt, Pierre Vassiliu. 
L'activité éditoriale de Paul Beuscher s'étend ensuite à la publication de nombreux ouvrages pédagogiques et de recueils de chansons du début du siècle à nos jours.
Les magasins Paul Beuscher sont le premier importateur de guitares Gibson en France.
Le succès aidant, la maison a étendu son influence à travers trois nouveaux magasins, Paul Beuscher Rive gauche, La Librairie musicale de Paris, Paul Beuscher C/VIRGIN MEGASTORE.

### Années 2000
À la mort de Philippe Seiller, ses trois filles reprennent la direction des magasins. 
Le 1er septembre 2006, Pierre Lemoine, P-DG. des éditions Henry Lemoine, rachète Paul Beuscher Publications et les magasins Paul Beuscher et en devient le nouveau dirigeant.
Afin de finaliser une réorganisation essentielle[réf. nécessaire], l'activité Magasins sera à partir de 2010 regroupée exclusivement sur le secteur de Paris Bastille, place historique de cette enseigne.
Depuis, Paul Beuscher sponsorise des artistes tels que Les Têtes raides, BB Brunes, No One Is Innocent, Ilene Barnes, Tony Jazz[réf. nécessaire] et participe à des événements en partenariat avec des radios telles que Ouï FM, RTL2 ou Voltage FM[pertinence contestée]. 
Dans un registre plus classique, l'enseigne a noué des partenariats, par exemple avec l'Ensemble orchestral de Paris, et poursuit une politique d'aide aux artistes ou aux institutions de toutes dimensions[réf. souhaitée]. Paul Beuscher a entrepris différents partenariats avec plusieurs salles parisiennes afin de participer à la vie active des musiciens et pouvoir s'associer à leurs spectacles[réf. souhaitée].
Enfin, la société a repris la fabrication d'instruments à son nom, tels qu'une ligne de guitares électriques équipées de micros EMG, une ligne de guitare folk et continue de produire depuis quelques années sa collection de guitares classiques de fabrication espagnole.

## Les artistes diffusés
Dans la première moitié du XXe siècle, Édith Piaf (La Vie en rose), André Claveau (J'ai pleuré sur tes pas) sont diffusés par Paul Beuscher.